# Anna Maxymenko
Anna Maxymenko (en ucraniano: Анна Максименко; 11 de julio de 2007) es una deportista ucraniana que compite en esgrima, especialista en la modalidad de espada. Ganó una medalla de oro en el Campeonato Europeo de Esgrima de 2025, en la prueba por equipos.

## Palmarés internacional
| Campeonato Europeo | Campeonato Europeo | Campeonato Europeo | Campeonato Europeo |
| Año                | Lugar              | Medalla            | Prueba             |
| ------------------ | ------------------ | ------------------ | ------------------ |
| 2025               | Génova (Italia)    | Medalla de oro     | Espada por equipos |